# 장려
장려(張侶, 생몰년 미상)는, 고려 말기의 무신이다. 장열(張列)이라고도 한다. 
고려 말기 압록강(鴨綠江) 하류의 평안북도 의주(義州) 지역에서 활약하였다. 관직은 의주만호(義州萬戶)였다.

## 개요
본래 화령(化寧) 사람으로 의주진(義州鎭)에 들어와 의주참(義州站)의 관리가 되었다.
우왕 5년(1379년) 6월 용주(龍州)·의주(義州)로 쳐들어온 왜구를 만호로써 격퇴하였다.
우왕 8년(1382년) 1월 요동(遼東)의 호발도(胡拔都)가 1천 군사를 이끌고 몰래 압록강을 건너 의주로 쳐들어와 장려의 집을 포위하였다. 당시 장려는 의주의 상만호(上萬戶)로 있었다. 장려는 사길(思吉)·사충(思冲) 두 아들과 함께 힘써 맞섰으나, 장려 자신은 창을 맞고 두 아들은 모두 화살을 맞는 부상을 입었으며, 호발도는 장려의 재산 및 말 15필을 빼앗아갔다. 의주의 부만호(副萬戶) 최원지(崔元沚)가 추격하여 20여급을 베기는 했다.
평안북도 영변군 북신현면 하행리에 소재한 묘향산의 사찰 안심사에 세워진 《안심사지공나옹비》(安心寺指空懶翁碑)는 우왕 10년(1384년) 8월에 세워진 것으로, 여기에 따르면 지공, 나옹의 제자였던 각지(覺持)과 함께 장려 부부가 나서서 지공과 나옹의 사리를 봉안하고자 하였다고 언급되어 있다. 

## 인물
《고려사》에는 장려는 활을 잘 쏘고 말을 잘 탔으며, 권귀(權貴)들에게 뇌물을 주어 의주상만호에 제수되었다고 했다. 장려는 평소 성격이 탐욕스럽고 무지하여 사람들이 따르지 않다가 호발도의 약탈을 당하게 되었다고 하였다.

## 가계
- 부인 - 용만군부인(龍灣郡夫人) 강씨(康氏)[4]
- 아들 - 장사길 - 조선의 개국공신으로 화산부원군(花山府院君)이었다.
- 아들 - 장사충
- 아들 - 장사정(張思靖)[1]